# Simone Stelzer
Simone Stelzer, alias Simone, es una cantante pop austriaca nacida en Viena, Austria, el 1 de octubre de 1969.
En 1990 participó en "Ein Lied für Zagreb", la preselección austríaca para el Festival de Eurovisión. Su canción "Keine Mauern mehr" quedó inicialmente en segundo lugar pero unos días después de la final se descubrió que la canción ganadora "Das Beste" cantada por Duett había participado en la preselección alemana en 1988. Por lo tanto, fue descalificada y Simone representó a Austria en Eurovisión. "Keine Mauern mehr" se colocó décima en Zagreb. En 1994 intentó volver al festival pero quedó cuarta en la preselección austríaca.

## Discografía
- [1990] Feuer im Vulkan
- [1994] Gute Reise (bon voyage)
- [1996] Ich liebe Dich
- [1998] Aus Liebe
- [1999] Träume
- [2001] Solang wir lieben
- [2003] Ganz nah
- [2005] Schwerelos
- [2006] Das Beste und mehr
- [2009] Morgenrot
- [2010] Mondblind